# Sei pezzi facili (film)
Sei pezzi facili è un film del 2003 composto da sei cortometraggi realizzati da Marco Chiarini, Paolo Tripodi, Michele Carrillo, Daniele Basilio, Claudio Cupellini e Claudio Cicala, all'epoca studenti della Scuola nazionale di cinema, e presentato al Bergamo Film Meeting nel 2003. Il film è stato distribuito in sala da Lab 80.

## Trama
- Il sostituto: Gianni, un bambino di otto anni, vive tutto l'anno in un campeggio con suo padre Nino, ma senza la mamma. L'arrivo del mago Condor e di sua figlia Federica porterà nella vita del piccolo un soffio di magia.
- Le mani in faccia:
- In casa d'altri:
- Esercizi di magia:
- Chi ci ferma più:
- Sole:

## Distribuzione
Il film ha partecipato al Bergamo film meeting, febbraio 2003; Festival del Mediterraneo, Lecce, aprile 2003; Arcipelago Film Festival, Roma, giugno 2003; Festival de Annecy, Francia, ottobre 2003; Belgrad Film Festival, Belgrado, ottobre 2003; Molodist Film Festival, Kiev, novembre 2003; MIFED, Milano, novembre 2003; Medfest, Roma, novembre 2003.

## Riconoscimenti
- 2004 - CinemadaMare
  - Primo premio